# Johann Baptist Georg Neruda
Johann Baptist Georg Neruda (en checo, Jan Křtitel Jiří Neruda, c.  1708-c. 1780) fue un compositor checo de música clásica.
En relación con otros compositores de su época, Neruda es poco conocido, y sus fechas de nacimiento y fallecimiento (tomadas del Diccionario Grove) son solo aproximaciones. Nació en Bohemia, ahora parte de la República Checa, en una familia musical muy respetada. Después de pasar sus primeros años ganándose una buena reputación como violinista y director de orquesta en Praga y Alemania, Neruda se convirtió en Konzertmeister de la orquesta de la corte de Dresde.
Su producción compositiva incluye dieciocho sinfonías, catorce conciertos instrumentales (incluyendo un concierto de trompeta y fagot), sonatas, obras sagradas y una ópera (Les Troqueurs).
Según Nimbus Records Ltd. (1994), una de las obras más importantes del compositor es el Concierto en mi bemol para trompeta y cuerdas. Originalmente escrito para "corno da caccia" o " cuerno natural " usando solo el registro alto, ahora rara vez se interpreta en otro instrumento que no sea una trompeta. Este corno da caccia para el que Neruda escribió no debe confundirse con el cuerno de caza de 4 válvulas al que recientemente se ha dado el mismo nombre. El manuscrito de esta pieza se encuentra en la Biblioteca Nacional de Praga, junto con otras obras inusuales para instrumentos de metal.